# Flughafen San Ignacio

i7
i11
i13
Der Internationale Flughafen von San Ignacio liegt etwa 8,5 km westlich der Stadt San Ignacio de Velasco im Tiefland Boliviens auf einer Höhe von etwa 460 Meter ü. N. N. Das Dorf Candelaria de Noza begrenzt den Flughafen im Norden.
Eine alte Flugpiste war bereits vorher vorhanden und lag innerhalb der Stadt. Der Bau des neuen Flughafens kostete 28,6 Mio. US-Dollar; er wurde von einem spanischen Baukonzern durchgeführt und im September 2018 beendet. Die Eröffnung fand am 18. September 2018 im Beisein des damaligen bolivianischen Präsidenten Evo Morales statt. Vorerst wird der Flughafen nur tagsüber angeflogen werden können, es ist aber geplant eine Befeuerung zu installieren, die auch eine Nutzung in der Nacht ermöglichen wird.
Es wurden kommerzielle Flüge von Boliviana de Aviación und Línea Aérea Amaszonas angekündigt, jedoch nicht aufgenommen. Es kam zur illegalen Ansiedlung von etwa 300 Personen auf dem Flughafengelände, später traf die Covid-19-Pandemie Bolivien hart. Nach der Lösung der Probleme und der Inspektion durch staatliche Stellen wurde der Flughafen im Mai 2021 wieder für den Verkehr freigegeben, sodass die Möglichkeit für die Aufnahme von Flugverbindungen besteht, bis Mitte 2023 wurden jedoch keine Flugverbindungen aufgenommen.
Die Region der Chiquitanía erhoffte sich durch den Bau eine gute Anbindung und eine erhöhte Zahl an Besuchern, die jedoch ohne die Aufnahme von Flugverbindungen noch aussteht.